# Fluorid železitý
Fluorid železitý je anorganická sloučenina s chemickým vzorcem FeF3.

## Příprava
Bezvodý fluorid železitý lze připravit působením fluoru na prakticky jakoukoli bezvodou sloučeninu železa. Prakticky se připravuje podobně jako většina fluoridů kovů, působením fluorovodíku na odpovídající chlorid:
FeCl3 + 3 HF → FeF3 + 3 HCl
Fluorid železitý také tvoří pasivační film při styku železa nebo oceli s fluorovodíkem. Hydrát krystalizuje z kyseliny fluorovodíkové.

## Struktura
Bezvodý fluorid železitý tvoří jednoduchou strukturu s oktaedrickými centry (Fe(III)F6) propojenými lineárními vazbami Fe-F-Fe. Krystaly jsou klencové struktury s prostorovou grupou R3c (Prostorová grupa č. 167). Strukturou je fluorid železitý podobný oxidu rheniovému. Přestože pevná látka není těkavá, sublimuje při vyšších teplotách. Plyn při 987 °C se skládá z molekul FeF3, které jsou planární s D3h symetrií s třemi vazbami Fe-F s délkou vazby u každé 176,3 pm. Při velmi vysokých teplotách se fluorid železitý rozkládá za vzniku FeF2 a F2.
Jsou známé dvě krystalické formy - technicky polymorfy trihydrátu fluoridu železitého: α a β formy. Jsou připraveny odpařením roztoku kyseliny fluorovodíkové obsahujícího Fe3+ při laboratorní teplotě za vzniku α formy a nad 50 °C za vzniku β formy. Prostorovou grupou β formy je P4/m. Prostorovou grupou α formy je P4/m s J6 substrukturou. α forma je nestabilní a přechází do β formy do několika dní. Tyto dvě formy se vyznačují rozdílem v kvadrupólovém štěpení v jejich Mössbauerových spekter.

## Vlastnosti
Fluorid železitý je světle zelená krystalická pevná látka, která je málo rozpustná ve vodě. Fluorid železitý je tepelně odolná, antiferomagnetická látka. Jak bezvodý tak i jako hydrát je fluorid železitý hygroskopický.
Fluorid železitý je akceptor fluoridů. S fluoridem xenonovým tvoří [FeF4][XeF5].

## Využití
Fluorid železitý se primárně využívá při výrobě keramiky.  Některé křížové párovací reakce jsou katalyzovány sloučeninami na bázi fluoridu železitého. Fluorid železitý se používá také jako fluorační činidlo.

## Bezpečnost
Bezvodý fluorid železitý je silným dehydratačním činidlem. Vznik fluoridu železitého mohl být příčinou výbuchu lahve s plynným fluorovodíkem.

## Výskyt
Čistý fluorid železitý není znám mezi minerály. Hydrát je však znám jako velmi vzácný fumarolový minerál topsøeit. Obecně jde o trihydrát o chemickém složení FeF[F0.5(H2O)0.5]4·H2O.